# Microrégion d'Osasco
La microrégion d'Osasco est l'une des sept microrégions qui subdivisent la mésorégion métropolitaine de São Paulo de l'État de São Paulo au Brésil.
Elle comporte 8 municipalités qui regroupaient 1 775 058 habitants en 2010 pour une superficie totale de 693 km².

## Municipalités[1]
- Barueri
- Cajamar
- Carapicuíba
- Itapevi
- Jandira
- Osasco
- Pirapora do Bom Jesus
- Santana de Parnaíba